# .ae
‎.ae‏ دامنه اینترنتی امارات متحده عربی است.